# Donji Jasenjani
Donji Jasenjani su naseljeno mjesto u gradu Mostaru, Federacija Bosne i Hercegovine, BiH.

## Stanovništvo

### 1991.
Nacionalni sastav stanovništva 1991. godine, bio je sljedeći:
ukupno: 157
- Hrvati - 148
- Muslimani - 5
- ostali, neopredijeljeni i nepoznato - 4

### 2013.
Nacionalni sastav stanovništva 2013. godine, bio je sljedeći:
ukupno: 10
- Bošnjaci - 8
- Hrvati - 2